# Sveti Juraj u Trnju
Sveti Juraj u Trnju är en ort i Kroatien.   Den ligger i länet Međimurje, i den nordöstra delen av landet, 80 km nordost om huvudstaden Zagreb. Sveti Juraj u Trnju ligger 146 meter över havet och antalet invånare är 285.
Terrängen runt Sveti Juraj u Trnju är mycket platt. Runt Sveti Juraj u Trnju är det ganska glesbefolkat, med 36 invånare per kvadratkilometer. Närmaste större samhälle är Čakovec, 13,7 km väster om Sveti Juraj u Trnju. Trakten runt Sveti Juraj u Trnju består till största delen av jordbruksmark.